# Кордуенте
Кордуенте (ісп. Corduente) — муніципалітет в Іспанії, у складі автономної спільноти Кастилія-Ла-Манча, у провінції Гвадалахара. Населення — 409 осіб (2010).
Муніципалітет розташований на відстані близько 150 км на схід від Мадрида, 100 км на схід від Гвадалахари.
На території муніципалітету розташовані такі населені пункти: (дані про населення за 2010 рік)
- Арагонсільйо: 37 осіб
- Каналес-де-Моліна: 19 осіб
- Кастельйоте: 9 осіб
- Кордуенте: 221 особа
- Куевас-Лабрадас: 18 осіб
- Лебранкон: 19 осіб
- Теролеха: 11 осіб
- Терраса: 5 осіб
- Торете: 34 особи
- Вальсалобре: 6 осіб
- Вентоса: 30 осіб

## Демографія
Динаміка населення (INE ):

## Галерея зображень

Розташування муніципалітету у провінції Гвадалахара